# Rondeletia thyrsoidea
Rondeletia thyrsoidea är en måreväxtart som beskrevs av Olof Swartz. Rondeletia thyrsoidea ingår i släktet Rondeletia och familjen måreväxter. Inga underarter finns listade i Catalogue of Life.